# Hützen & Partner
Der Verlag Hützen & Partner war ein Schweizer Buchverlag mit Schwerpunkt Wanderführer, Radführer und Reiseliteratur. Im März 2018 wurde der Verlag mit dem ITB BuchAward in der Kategorie «bester Tourguide Fahrrad 2018» ausgezeichnet.

## Geschichte
Der Verlag wurde 2008 von den Deutschen Hans Roderich (genannt Rod) und Kathrin Hützen in St. Gallen gegründet. Tätigkeitsbereiche waren Verlagserzeugnisse für eigene Projekte und die Erstellung von Publikationen für Fremdunternehmen, Druck, digitale Anwendungen (E-Books, Apps und Webdesign) und Beratung. Nach dem Umzug des Unternehmens nach Salenstein im Kanton Thurgau im Dezember 2017 widmete sich der Verlag ausschliesslich der Verlegung von Reisebüchern mit dem Ziel, das Verlagsportfolio sukzessive auszubauen.
Hützen & Partner war Mitglied des Börsenvereins des deutschen Buchhandels und des Schweizer Buchhändler- und Verleger-Verbands.

## Verlagsprogramm
Zum Programm von Hützen & Partner gehörten:
- Pilger- und Wanderführer für die Jakobswege in Spanien und Portugal
- Radführer, für Aktiv- und Extremsport
- Reiseführer, für Individualreisende mit Insidertipps
- Reiseliteratur, Tagebücher, Reiseberichte und Essays

Die Hauptreihe des Verlags bildeten die Pero Negro Editions, Wander- und Radführer in kompaktem Format mit Ringbindung. Die Reihe besteht aus Pilgerführern und Wanderführern, vornehmlich für die Jakobswege in Spanien und Portugal, sowie aus Radführern in den Bereichen Extremsport, Freizeitsport und Trekking.

## Gestaltung der Bücher
Wander- und Radführer wurden zielgruppengerecht in handlichen Formaten mit einer besonderen Ringbindung auf klimaneutralem Papier produziert.
Reisebücher wurden in einem speziellen Reisebuchformat mit abgerundeten Ecken, Hardcover, gelblichem Papier, Einstecktaschen und Gummiband hergestellt, ein Markenzeichen des Verlages. Erkennungszeichen und Corporate Identity sind die Farben Violett und Schwarz.

## Auszeichnungen
- ITB BuchAward 2018 in der Kategorie «Tourguide Fahrrad»[1]

## Autoren
Zu den Autoren des Hützen & Partner Verlages gehören neben Reto Fehr (ITB Buchpreis für «Tour dur d’Schwiiz»), Michael Hug, Gerhard Treiber und Esther Kleinhage.